# Wiktor Lipsnis
Wiktor Lipsnis (ukr. Bіктор Іванович Ліпсніс; ur. 6 grudnia 1933 w Czernihowie, zm. 25 września 1997 w Kijowie) – ukraiński lekkoatleta, reprezentujący Związek Radziecki, który specjalizował się w pchnięciu kulą, dwukrotny wicemistrz Europy.
Zdobył srebrny medal na mistrzostwach Europy w 1958 w Sztokholmie, przegrywając jedynie z Brytyjczykiem Arthurem Rowe, a wyprzedzając Jiříego Skoblę z Czechosłowacji. Na igrzyskach olimpijskich w 1960 w Rzymie zajął w finale 4. miejsce. Zwyciężył na uniwersjadzie w 1961 w Sofii.
Ponownie zdobył srebrny medal na mistrzostwach Europy w 1962 w Belgradzie, za Węgrem Vilmosem Varjú, a przed Polakiem Alfredem Sosgórnikiem. Na igrzyskach olimpijskich w 1964 w Tokio zajął 10. miejsce w finale.
W latach 1958–1964 Lipsnis ośmiokrotnie poprawiał rekord ZSRR w pchnięciu kulą, doprowadzając go do wyniku 19,35 m (25 lipca 1964, Los Angeles).
Był mistrzem ZSRR w pchnięciu kulą w latach 1960–1962.
Rekordy życiowe:
- pchnięcie kulą – 19,35 m (25 lipca 1964, Los Angeles)